# Andrzej Baran (piłkarz)
Andrzej Baran (ur. 16 maja 1949 w Kochłowicach, zm. 6 kwietnia 2017 w Katowicach) – polski piłkarz grający na pozycji obrońcy.

## Życiorys
Urodził się w Kochłowicach, obecnej dzielnicy Rudy Śląskiej. Był wychowankiem Uranii Ruda Śląska. W 1975 przeszedł do Ruchu Chorzów, w tym samym roku debiutując w pierwszym składzie, w marcowym spotkaniu ze Stalą Mielec. W sezonie 1974/1975 wystąpił w 5 spotkaniach i ostatecznie razem z Ruchem zdobywając tytuł mistrza Polski. W Ruchu Chorzów, Baran rozegrał 63 mecze, w trakcie których strzelił jedną bramkę. W 1978 powrócił do Uranii Ruda Śląska. Zmarł 6 kwietnia 2017 w Katowicach-Ligocie i został pochowany na cmentarzu parafialnym w Kochłowicach.